# Kennebunkport (hrabstwo York)
Kennebunkport – jednostka osadnicza w Stanach Zjednoczonych, w stanie Maine, w hrabstwie York.